# Бунаков, Пётр Никитич
Пётр Никитич Бунаков († 1630) — голова и воевода во времена правления Михаила Фёдоровича. Рюрикович в XXIV колене.
Сын головы Никиты Семёновича Бунакова, жалованного царём за службу золотым (1605).

## Биография
Второй воевода в Белёве (1615), при сближении с Лисовским покинул город, за что был бит кнутом. Дворянин московский (1616). В приход королевича Владислава, был в сотне стольников, головой у Тверских ворот (1619). Воевода в Уржуме (1623-1624). Послан 2-м воеводою в Путивль (1625), второй воевода в Путивле (1626-1627), заменён воеводою Андреем Ильичём Толбузиным.  Дворянин московский (1627-1629). В числе дворян московских принимал участите в новоселье царя в Столбовой избе (23 ноября 1628).
Владел поместьями в Московском уезде.
Умер бездетным († 1630).
Жена: Домна Михайловна урождённая Толочанова, имела имение в Ярославском уезде.